# بيركيدا
بيركيدا (إيطالية: Berchidda، سردينية: Belchidda)، (غالوريز: بيلشيدا، سردينيا: بلشيدا)، هي بلدية، في مقاطعة ساساري، في منطقة سردينيا الإيطالية، وتقع على بعد حوالي 170 كم (110 ميل) إلى الشمال من كالياري، وحوالي 30 كم (19 ميل) جنوب غرب أولبيا.

## السكان
في سنة 1861 بلغ عدد السكان 1٬333 نسمة، وتطور العدد ليصل في سنة 2011 لـ 2٬897 نسمة.
يظهر هذا المخطط البياني تطور النمو السكاني لـ بيرشيدا